# Coartación aórtica
La coartación aórtica o coartación de la aorta (CoAo) (del latín “Arctare”, tendencia a ser estrecho), es un defecto congénito que se caracteriza por el estrechamiento de la aorta torácica en la región próxima a donde se encuentra el ductus arteriosus. Puede asociarse a otras anomalías del corazón como válvula aórtica bicuspide y comunicación interventricular. Provoca síntomas de insuficiencia cardiaca de intensidad variable según la gravedad de la afección.

## Tipos de coartación aórtica
Existen tres tipos:

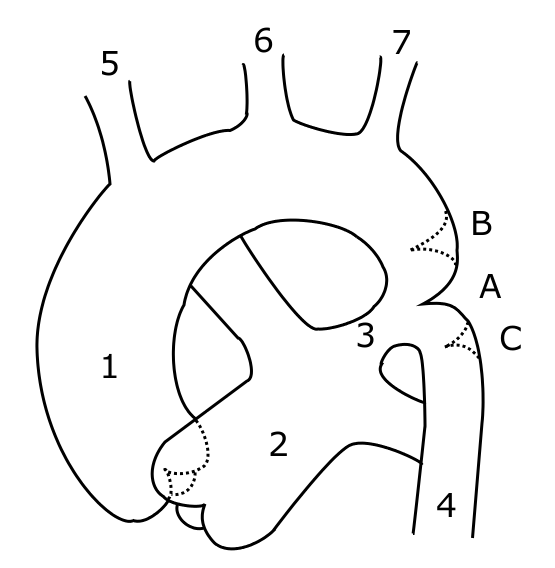
Esquema en donde se muestra las diferentes posiciones de la posible coartación aórtica en relación con el ductus arterioso. A: Coartación ductal B: Coartación preductal, C: Coartación postductal 1: Aorta ascendente 2: Arteria pulmonar 3: Ductus arterioso, 4: Aorta descendente, 5:Tronco braquiocefálico, 6: Arteria carótida común 7: Arteria subclavia

1. Coartación preductal: El estrechamiento está proximal al conducto arterioso.[3][4]
2. Coartación ductal: El estrechamiento ocurre en la inserción del conducto arterioso.
3. Coartación postductal: El estrechamiento es distal a la inserción del conducto arterioso.[5]

## Prevalencia
Se estima que se presentan 2 casos por cada 10 000 niños nacidos vivos. Es más frecuente en varones en una proporción 2:1. Es la octava cardiopatía congénita en orden de frecuencia. Se asocia típicamente a otras anomalías como el síndrome de Turner.

## Clínica
Cuando la coartación  es severa las primeras manifestaciones tienen lugar en las 2 semanas que siguen al nacimiento, en otras ocasiones no existen síntomas o estos son leves y el trastorno pasa desapercibido durante un periodo de tiempo variable, llegando en ocasiones el paciente a adulto desconociendo que padece la afección. En la auscultación el médico puede detectar la existencia de un soplo cardíaco en la mayor parte de los niños. Es habitual la existencia de hipertensión arterial con cifras claramente diferentes entre los 2 brazos. Los pulsos pueden ser asincrónicos entre las dos extremidades superiores, palpándose retardados o ausentes en las extremidades inferiores.

## Pruebas complementarias
Electrocardiograma: El electrocardiograma puede mostrar signos de hipertrofia ventricular derecha y menos frecuentemente hipertrofia ventricular izquierda. 
Ecocardiograma: El ecocardiograma es de alta sensibilidad y especificidad para el diagnóstico de coartación de aorta. El flujo aórtico a nivel abdominal registrado por Doppler continuo o pulsado muestra un flujo continuo o sistólico con componente diastólico. En el corte subcostal se puede determinar la presencia de comunicación interventricular o estenosis aórtica o la existencia de un conducto arterioso permeable. 
Resonancia magnética: En algunos pacientes el ecocardiograma puede no permitir una buena visualización de la coartación aórtica y en ellos la resonancia magnética ha mostrado ser un estudio muy útil para la precisión anatómica de la coartación aórtica y la presencia de ramas colaterales aorto pulmonares.
Cateterismo cardiaco.
Radiografía de tórax: Pueden identificarse muescas costales inferiores debido a una hipertrofia y tortuosidad de las arterias intercostales por un aumento de la presión vascular que favorece el desarrollo de las arterias colaterales secundarias a la coartación aórtica. Estas muescas se conocen como signo de Roesler, que no es específico de esta patología.

## Tratamiento
El tratamiento puede ser conservador si es que el paciente es asintomático, sin embargo el uso de la cirugía se recomienda cuando el estrechamiento aórtico llega a producir hipertensión. La primera operación fue realizada por Clarence Crafoord en Suecia en 1944. En algunos casos se puede realizar una angioplastia para dilatar la arteria. La reconstrucción quirúrgica o el reemplazo de la zona constreñida es más efectiva en personas jóvenes que en pacientes de mayor edad.